# Kalambo Falls

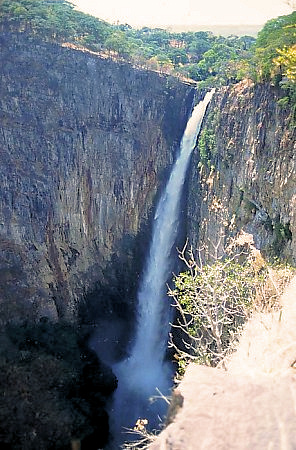
Wodospady Kalambo

Kalambo Falls – wodospad na rzece Kalambo, na granicy między Zambią i Tanzanią. Jest to wodospad o pojedynczym spadzie o wysokości 235 m, co czyni go 2. najwyższym wodospadem Afryki po wodospadzie Tugela.
Region wodospadów stanowi także wielowarstwowe stanowisko paleolityczne położone na granicy Zambii i Tanzanii. Na stanowisku tym poświadczona jest obecność najstarszych inwentarzy kultury aszelskiej, następne poziomy kulturowe związane są z kulturą sangijską oraz młodszą kulturą lupembijską.